# Víline
Víline (en (ucraïnès): Віліне) és un poble de la República Autònoma de Crimea a Ucraïna, que el 2014 tenia 6.960 habitants. Pertany al districte de Bakhtxissarai. Fins al 1948 la vila es deia Burliuk.

## Població
Segons les dades del 2001 la composició de la població de la vila de Vílino d'acord amb la llengua que empren és la següent:
| Llengua  | %     |
| -------- | ----- |
| Rus      | 67,73 |
| Tàtar    | 18,66 |
| Ucraïnès | 8,58  |
| Belarús  | 0,32  |
| Altres   | 0,25  |